# السرب 69 (إسرائيل)
السرب 69 المعروف أيضاً باسم سرب المطارق (بالعبرية:טייסת הפטישים) سرب طائرات إف-15 آي (رعام) تابع للقوات الجوية الإسرائيلية يتمركز في قاعدة حتسريم الجوية، تشكل السرب في يوليو 1948 لتشغيل ثلاث قاذفات طراز بوينغ بي-17 التي طلبتها القوات الجوية الإسرائيلية الناشئة من الولايات المتحدة. حلق السرب بطراز طائرات بوينغ بي-17، ذلك الطراز الذي كان له الفضل في دفع سلاح الجو الإسرائيلي إلى عالم الحروب الجوية الحديثة، خلال حرب فلسطين 1948 وحرب السويس 1956. وقد حُلّ السرب في أوائل 1957 وأُعيد للخدمة في 1969 ليُحلق بطائرات إف-4 فانتوم الثانية، التي كانت معروفة في إسرائيل باسم كورناس (المطرقة الثقيلة) ولمدة 25 عاماً شهدت الفانتوم استخداماً واسع النطاق خلال حرب الاستنزاف، حرب أكتوبر، حرب لبنان الأولى والعديد من الاشتباكات بينهما. لعب السرب غالباً دوراً رئيسياً في إخماد دفاعات العدو الجوية (SEAD) وشارك في المعارك المتكررة ضد أنظمة الدفاع الجوي المصرية والسورية.
تقاعدت طائرات الفانتوم من السرب في 1994 ولكن بعد ذلك بفترة وجيزة عاد السرب لتشغيل إف-15 آي رعام (الرعد). التي توصف بأنها "عنصر قصف مركز بعيد المدى للقوة الجوية الإسرائيلية"، نفذ السرب 69، مع السربين 119 و253 عملية خارج الصندوق، الغارة الجوية التي جرت في 6 سبتمبر 2007 على موقع نووي في سوريا.

## الكتب
- Aloni، Shlomo (2001). Arab–Israeli Air Wars. Oxford, UK: Osprey Publishing. ISBN:1-84176-294-6. مؤرشف من الأصل في 2016-05-20.
- Aloni، Shlomo (2004). Israeli Mirage and Nesher Aces. Oxford, UK: Osprey Publishing. ISBN:1-84176-653-4. مؤرشف من الأصل في 2014-07-09.
- Aloni، Shlomo (2004). Israeli Phantom II Aces. Oxford, UK: Osprey Publishing. ISBN:1-84176-783-2. مؤرشف من الأصل في 2023-01-05.
- Aloni، Shlomo (2006). Israeli F-15 Eagle Units in Combat. Oxford, UK: Osprey Publishing. ISBN:978-1-84603-047-5. مؤرشف من الأصل في 2020-09-01.
- Aloni، Shlomo؛ Avidror، Zvi (2010). Hammers - Israel's Long-Range Heavy Bomber Arm: The Story of 69 Squadron. Atglen, PA: Schiffer Publishing. ISBN:978-0-7643-3655-3.
- Nordeen، Lon؛ Nicolle، David (1996). Phoenix Over The Nile. Smithsonian Institution Press. ISBN:978-1-56098-626-3. مؤرشف من الأصل في 2020-01-28.
- Norton، Bill (2004). Air War on the Edge – A History of the Israel Air Force and its Aircraft since 1947. Surrey, UK: Midland Publishing. ISBN:1-85780-088-5. مؤرشف من الأصل في 2017-03-21.

## وصلات خارجية
- Global Security Profile
- Dvori، Nir (مايو 2, 2009). "A Rare Visit to the Hammers Squadron" (بالعبرية). Channel 2 News. مؤرشف من الأصل في أكتوبر 7, 2011. اطلع عليه بتاريخ يونيو 26, 2011.